# Collegio di Cleethorpes
Cleethorpes è stato un collegio elettorale inglese della Camera dei comuni del Parlamento del Regno Unito, situato nell'Humberside. Eleggeva un membro del Parlamento con il sistema maggioritario a turno unico; il collegio è stato abolito in occasione della revisione periodica del 2024.

## Profilo
Nella sua ultima forma, Cleethorpes era un seggio segnalatore, in quanto fu conquistato dal partito che poi divenne il maggiore alla Camera dei comuni in ognuna delle elezioni svoltesi (laburisti nel 1997, nel 2001 e nel 2005 e conservatori nel 2010, nel 2015 e nel 2017). Si trattava di un collegio in parte rurale, in parte urbano, sulla costa settentrionale del Lincolnshire. Oltre alla città da cui prende il nome, Cleethorpes, il collegio conteneva anche Barton-upon-Humber e Immingham, oltre a molti altri villaggi minori. Circondava interamente la città di Grimsby, con l'eccezione della costa di Grimsby lungo il fiume Humber.
Oltre al collegio di Great Grimsby, Cleethorpes confinava anche con Brigg and Goole, Gainsborough e Louth and Horncastle.

## Membri del Parlamento
| Elezione | Elezione | Deputato         | Partito          |
| -------- | -------- | ---------------- | ---------------- |
|          | 1997     | Shona McIsaac    | Laburista        |
|          | 2010     | Martin Vickers   | Conservatore     |
|          | 2024     | Collegio abolito | Collegio abolito |

## Risultati elettorali

### Elezioni negli anni 2010
| Partito                    | Partito                                   | Candidato                  | Risultati 12 dicembre 2019 | Risultati 12 dicembre 2019 |
| Partito                    | Partito                                   | Candidato                  | Voti                       | %                          |
| -------------------------- | ----------------------------------------- | -------------------------- | -------------------------- | -------------------------- |
|                            | Conservatore                              | Martin Vickers             | 31 969                     | 68,99                      |
|                            | Laburista                                 | Ros James                  | 10 551                     | 22,77                      |
|                            | Lib Dem                                   | Roy Horobin                | 2 535                      | 5,47                       |
|                            | Verdi                                     | Jodi Shanahan              | 1 284                      | 2,77                       |
|                            |                                           |                            |                            |                            |
| Iscritti                   | Iscritti                                  | Iscritti                   | 73 689                     | 100,00                     |
| ↳ Votanti (% su iscritti)  | ↳ Votanti (% su iscritti)                 | ↳ Votanti (% su iscritti)  | 46 339                     | 62,88                      |
| ↳ Astenuti (% su iscritti) | ↳ Astenuti (% su iscritti)                | ↳ Astenuti (% su iscritti) | 27 350                     | 37,12                      |
|                            |                                           |                            |                            |                            |
|                            | Esito: collegio confermato a Conservatore |                            |                            |                            |

| Partito                    | Partito                                   | Candidato                  | Risultati 8 giugno 2017 | Risultati 8 giugno 2017 |
| Partito                    | Partito                                   | Candidato                  | Voti                    | %                       |
| -------------------------- | ----------------------------------------- | -------------------------- | ----------------------- | ----------------------- |
|                            | Conservatore                              | Martin Vickers             | 27 321                  | 57,10                   |
|                            | Laburista                                 | Peter Keith                | 16 921                  | 35,37                   |
|                            | UKIP                                      | Tony Blake                 | 2 022                   | 4,23                    |
|                            | Lib Dem                                   | Roy Horobin                | 1 110                   | 2,32                    |
|                            | Verdi                                     | Loyd Emmerson              | 470                     | 0,98                    |
|                            |                                           |                            |                         |                         |
| Iscritti                   | Iscritti                                  | Iscritti                   | 73 044                  | 100,00                  |
| ↳ Votanti (% su iscritti)  | ↳ Votanti (% su iscritti)                 | ↳ Votanti (% su iscritti)  | 47 877                  | 65,55                   |
| ↳ Astenuti (% su iscritti) | ↳ Astenuti (% su iscritti)                | ↳ Astenuti (% su iscritti) | 25 167                  | 34,45                   |
|                            |                                           |                            |                         |                         |
|                            | Esito: collegio confermato a Conservatore |                            |                         |                         |

| Partito                    | Partito                                   | Candidato                  | Risultati 7 maggio 2015 | Risultati 7 maggio 2015 |
| Partito                    | Partito                                   | Candidato                  | Voti                    | %                       |
| -------------------------- | ----------------------------------------- | -------------------------- | ----------------------- | ----------------------- |
|                            | Conservatore                              | Martin Vickers             | 21 026                  | 46,63                   |
|                            | Laburista                                 | Peter Keith                | 13 133                  | 29,13                   |
|                            | UKIP                                      | Stephen Harness            | 8 356                   | 18,53                   |
|                            | Lib Dem                                   | Roy Horobin                | 1 346                   | 2,99                    |
|                            | Verdi                                     | Carol Thornton             | 1 013                   | 2,25                    |
|                            | TUSC                                      | Malcolm Morland            | 215                     | 0,48                    |
|                            |                                           |                            |                         |                         |
| Iscritti                   | Iscritti                                  | Iscritti                   | 70 561                  | 100,00                  |
| ↳ Votanti (% su iscritti)  | ↳ Votanti (% su iscritti)                 | ↳ Votanti (% su iscritti)  | 45 089                  | 63,90                   |
| ↳ Astenuti (% su iscritti) | ↳ Astenuti (% su iscritti)                | ↳ Astenuti (% su iscritti) | 25 472                  | 36,10                   |
|                            |                                           |                            |                         |                         |
|                            | Esito: collegio confermato a Conservatore |                            |                         |                         |

| Partito                    | Partito                                           | Candidato                  | Risultati 6 maggio 2010 | Risultati 6 maggio 2010 |
| Partito                    | Partito                                           | Candidato                  | Voti                    | %                       |
| -------------------------- | ------------------------------------------------- | -------------------------- | ----------------------- | ----------------------- |
|                            | Conservatore                                      | Martin Vickers             | 18 939                  | 42,12                   |
|                            | Laburista                                         | Shona McIsaac              | 14 641                  | 32,56                   |
|                            | Lib Dem                                           | Malcolm Morland            | 8 192                   | 18,22                   |
|                            | UKIP                                              | Stephen Harness            | 3 194                   | 7,10                    |
|                            |                                                   |                            |                         |                         |
| Iscritti                   | Iscritti                                          | Iscritti                   | 70 259                  | 100,00                  |
| ↳ Votanti (% su iscritti)  | ↳ Votanti (% su iscritti)                         | ↳ Votanti (% su iscritti)  | 44 966                  | 64,00                   |
| ↳ Astenuti (% su iscritti) | ↳ Astenuti (% su iscritti)                        | ↳ Astenuti (% su iscritti) | 25 293                  | 36,00                   |
|                            |                                                   |                            |                         |                         |
|                            | Esito: collegio passa da Laburista a Conservatore |                            |                         |                         |

### Elezioni negli anni 2000
| Partito                    | Partito                                | Candidato                  | Risultati 5 maggio 2005 | Risultati 5 maggio 2005 |
| Partito                    | Partito                                | Candidato                  | Voti                    | %                       |
| -------------------------- | -------------------------------------- | -------------------------- | ----------------------- | ----------------------- |
|                            | Laburista                              | Shona McIsaac              | 18 889                  | 43,33                   |
|                            | Conservatore                           | Martin Vickers             | 16 247                  | 37,27                   |
|                            | Lib Dem                                | Geoff Lowis                | 6 437                   | 14,77                   |
|                            | UKIP                                   | William Hardie             | 2 016                   | 4,63                    |
|                            |                                        |                            |                         |                         |
| Iscritti                   | Iscritti                               | Iscritti                   | 70 761                  | 100,00                  |
| ↳ Votanti (% su iscritti)  | ↳ Votanti (% su iscritti)              | ↳ Votanti (% su iscritti)  | 43 589                  | 61,60                   |
| ↳ Astenuti (% su iscritti) | ↳ Astenuti (% su iscritti)             | ↳ Astenuti (% su iscritti) | 27 172                  | 38,40                   |
|                            |                                        |                            |                         |                         |
|                            | Esito: collegio confermato a Laburista |                            |                         |                         |

| Partito                    | Partito                                | Candidato                  | Risultati 7 giugno 2001 | Risultati 7 giugno 2001 |
| Partito                    | Partito                                | Candidato                  | Voti                    | %                       |
| -------------------------- | -------------------------------------- | -------------------------- | ----------------------- | ----------------------- |
|                            | Laburista                              | Shona McIsaac              | 21 032                  | 49,58                   |
|                            | Conservatore                           | Stephen Howd               | 15 412                  | 36,33                   |
|                            | Lib Dem                                | Gordon Smith               | 5 080                   | 11,98                   |
|                            | UKIP                                   | Janet Hatton               | 894                     | 2,11                    |
|                            |                                        |                            |                         |                         |
| Iscritti                   | Iscritti                               | Iscritti                   | 68 416                  | 100,00                  |
| ↳ Votanti (% su iscritti)  | ↳ Votanti (% su iscritti)              | ↳ Votanti (% su iscritti)  | 42 418                  | 62,00                   |
| ↳ Astenuti (% su iscritti) | ↳ Astenuti (% su iscritti)             | ↳ Astenuti (% su iscritti) | 25 998                  | 38,00                   |
|                            |                                        |                            |                         |                         |
|                            | Esito: collegio confermato a Laburista |                            |                         |                         |

### Elezioni negli anni 1990
| Partito                    | Partito                                      | Candidato                  | Risultati 1º maggio 1997 | Risultati 1º maggio 1997 |
| Partito                    | Partito                                      | Candidato                  | Voti                     | %                        |
| -------------------------- | -------------------------------------------- | -------------------------- | ------------------------ | ------------------------ |
|                            | Laburista                                    | Shona McIsaac              | 26 058                   | 52,56                    |
|                            | Conservatore                                 | Michael Brown              | 16 882                   | 34,05                    |
|                            | Lib Dem                                      | Keith Melton               | 5 746                    | 11,59                    |
|                            | Referendum                                   | John Berry                 | 894                      | 1,80                     |
|                            |                                              |                            |                          |                          |
| Iscritti                   | Iscritti                                     | Iscritti                   | 67 547                   | 100,00                   |
| ↳ Votanti (% su iscritti)  | ↳ Votanti (% su iscritti)                    | ↳ Votanti (% su iscritti)  | 49 580                   | 73,40                    |
| ↳ Astenuti (% su iscritti) | ↳ Astenuti (% su iscritti)                   | ↳ Astenuti (% su iscritti) | 17 967                   | 26,60                    |
|                            |                                              |                            |                          |                          |
|                            | Esito: collegio a Laburista (nuovo collegio) |                            |                          |                          |

## Risultati dei referendum

### Referendum sulla permanenza del Regno Unito nell'Unione europea del 2016
|             | Collegio    | Lasciare UE % | Rimanere in UE % |
| ----------- | ----------- | ------------- | ---------------- |
|             | Cleethorpes | 68,4%         | 31,6%            |
| Inghilterra | 53,3%       | 46,7%         |                  |
| Regno Unito | 51,9%       | 48,1%         |                  |